# Lista över vulkaner på Io
Detta är en lista över vulkaner på månen Io.
- Dazhbog Patera
- Loki Patera
- Pele
- Prometheus
- Ra Patera
- Tvashtar Paterae